# Groß Plasten
Groß Plasten est une commune d'Allemagne située dans l'arrondissement du Plateau des lacs mecklembourgeois, dans le Land de Mecklembourg-Poméranie-Occidentale.

## Géographie
Groß Plasten se situe dans la région du plateau des lacs mecklembourgeois (Mecklenburgische Seenplatte), à 12 km au nord de Waren.

## Histoire
Les villages de Groß Plasten et de Klein Plasten furent mentionnés pour la première fois dans un document officiel en 1284. L'église de Groß Plasten est le premier édifice de style Renaissance du Mecklembourg doté d'une coupole.

## Jumelages
- Silberstedt (Allemagne)